# Dux Daciae ripensis

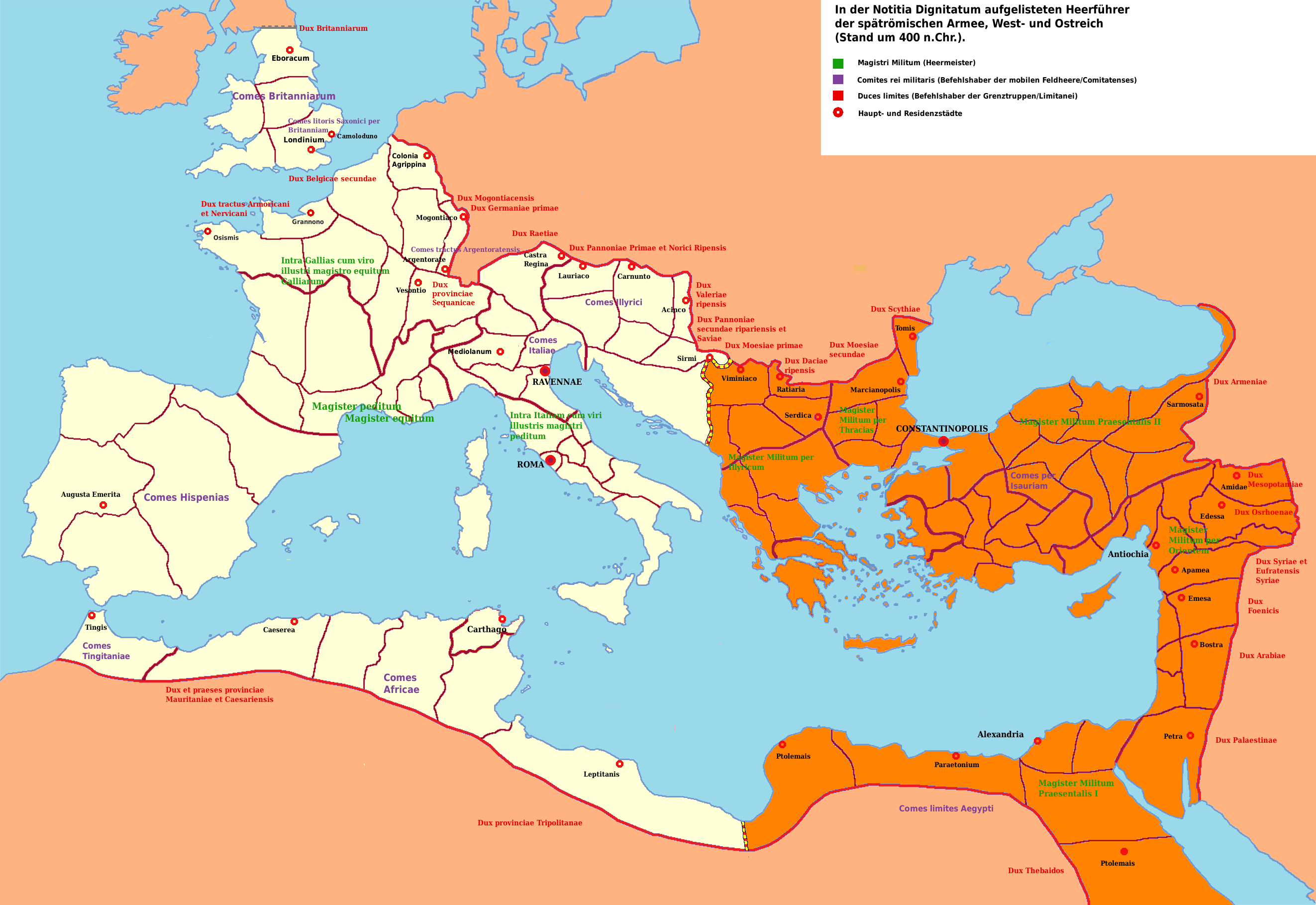
Heerführer der Comitatenses und Limitanei im 5. Jahrhundert n. Chr.

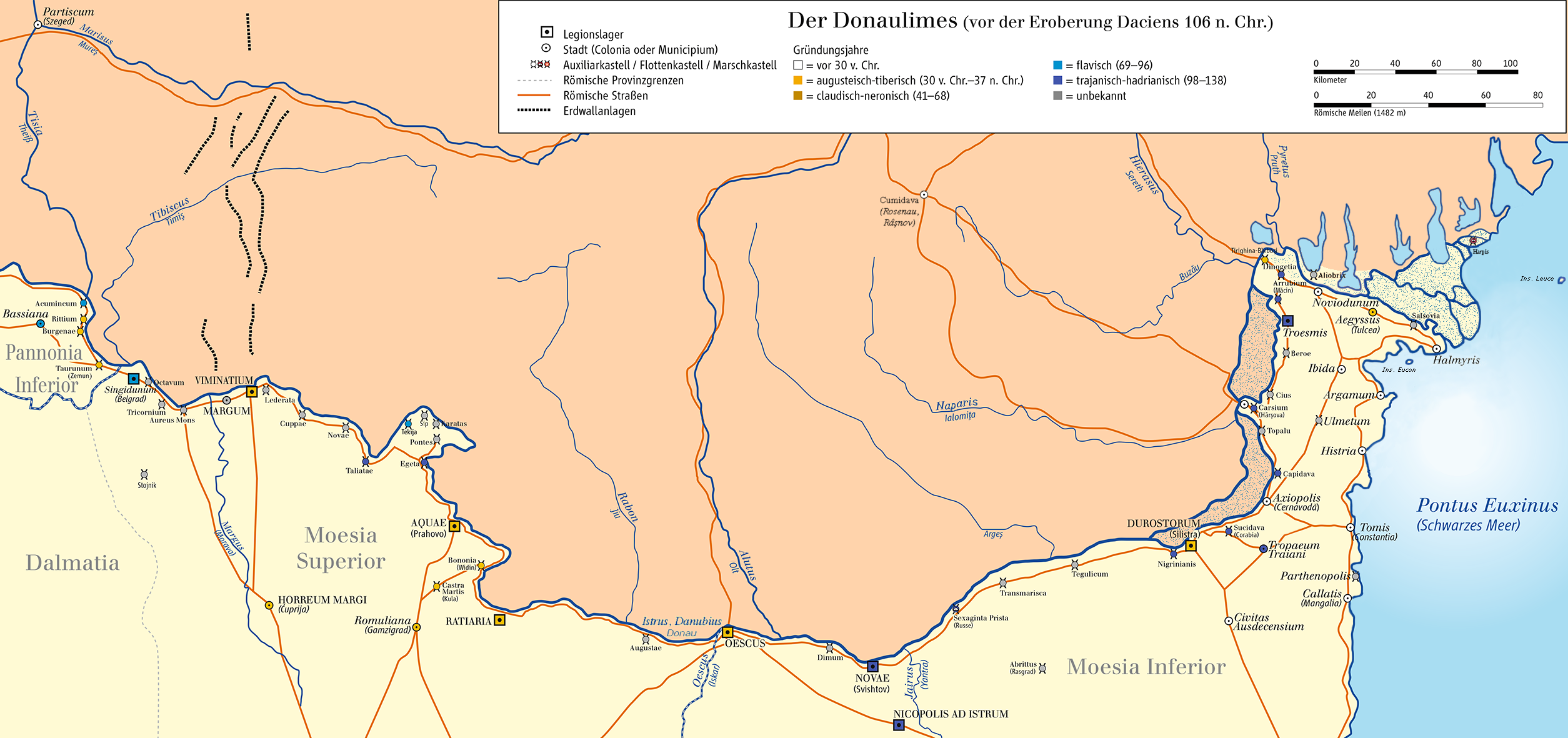
Karte des mösischen Limes

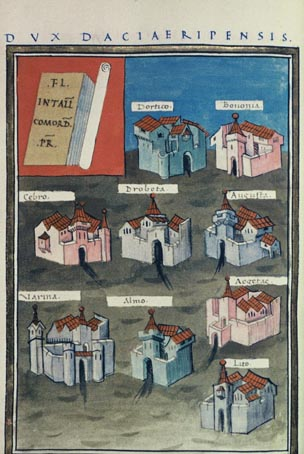
Notitia Dignitatum, die Kastelle unter dem Befehl des Dux: Dortico, Bononia, Cebro, Drobeta, Augustae, Varina, Almo, Aegetae, Lito

Der Dux Daciae ripensis (Heerführer der Uferdakien) war ein hoher Offizier der oströmischen Armee und Kommandeur der Grenztruppen an der unteren Donau.
Namentlich bekannte Duces:
- Aurelius Priscus[2]
- Valens (310)
- Tautomedus (364)[3]

## Definition und Funktion
In der Rangordnung des spätrömischen Reichsadels nahm ein Dux limites die Stellung eines vir spectabilis ein. Sein direkter Vorgesetzter war der Magister militum per Illyricum.
Sein Zuständigkeitsbereich (ducatus) erstreckte sich über den Limes der spätrömischen Provinz Dacia ripensis, sie umfasste das Territorium im Norden des heutigen Serbien und Bulgarien sowie den Süden von Rumänien. Es handelte sich dabei um die Flussgrenze (ripae) der Donau, die meisten der Kastelle standen an ihrem Südufer.

## Entwicklung
Kaiser Aurelian zog ab 271 die römischen Streitkräfte aus der zu stark exponierten Provinz Dacia wieder hinter die Donau zurück. Er wollte damit eine Pufferzone schaffen, und in der Tat brauchten die rivalisierenden Goten- und Germanenstämme einige Jahrzehnte, um das Gebiet vollständig unter ihre Kontrolle zu bringen. Die Verteilungskämpfe um die ehemalige Provinz boten noch eine Zeit lang Schutz vor den Expansionsdrang der Barbarenstämme. Der Fluss bildete die Nordgrenze der Provinz; der größte Teil der hierfür erforderlichen neuen Grenzfestungen entstand aber erst zur Zeit der Tetrarchie. Gemäß der jüngsten archäologischen Befunde dürften die Barbaren auch tatsächlich bis zum Ende des 4. Jahrhunderts (380–390) das Gebiet westlich vom Fluss Alt nicht besiedelt haben.
Um den Verlust Dakiens zu kaschieren, wurden südlich der Donau, auf dem Boden der alten Großprovinz Moesia, zwei neue „dakische“ Provinzen, die
- Dacia ripensis, (Uferdakien) mit ihrer Hauptstadt Ratiaria und die
- Dacia mediterranea (Binnendakien)

eingerichtet. Auch die übergeordnete Verwaltungseinheit, die Dioecesis Daciae, umfasste nur mehr einen schmalen Landstreifen des transdanubischen Dakien. Unter Konstantin I. wurde wieder kurzzeitig (zwischen 335 und 337) ein Landstrich nördlich der Donau besetzt. Das Gebiet diente aber bald wieder als reine Pufferzone für die Grenzprovinzen südlich der Donau. Das Amt des Dux limites existierte vermutlich seit dem 4. Jahrhundert.
Der Druck der Wandervölker auf die Grenzen an der mittleren und unteren Donau verstärkte sich nach der Mitte des 4. Jahrhunderts massiv. Die Kaiser erließen deswegen eine Reihe von Anordnungen für die Verteidigung und Befestigung der Grenzone. Nach der Schlacht von Adrianopel (378) verlor Ostrom zunehmend die Kontrolle über die Donauregion. 382 überließ Konstantinopel schließlich gotischen Foederaten das Gebiet zwischen der Donau und dem Balkangebirge (d. h. die Provinzen Dacia Ripensis und Moesia Secunda) zur Verteidigung. 390 wurde der gotische Heerkönig Alarich zum Magister militum der Moesia I und Dacia Ripensis ernannt, 397 zum Magister militum per Illyricum, nachdem er lange Jahre Thrakien und Dakien besetzt gehalten hatte. Zwischen 408 und 410 zogen die Visigoten aus der Provinz ab. Die dakische Diözese wurde Mitte des 5. Jahrhunderts von den Hunnen verwüstet, dabei fiel Arnigia, Magister militum der Dacia Ripensis, in einer Schlacht gegen den Hunnenkönig Attila. An der Wende vom 6. auf das 7. Jahrhundert wurde die Donauregion schließlich von den Awaren und Slawen überrannt.

## Verwaltungsstab
Das Officium (Verwaltungsstab) des Dux umfasste folgende Ämter:
- Principem de eodem officio, qui completa militia adorat protector (Kanzleileiter, nach Ende seiner Dienstzeit als Leibwächter)
- Numerarios et adiutores eorum (Zahlmeister und Hilfskräfte)
- Commentariensem (Buchführer und Rechtskundiger)
- Adiutorem (Assistent)
- A libellis siue subscribendarium (Untersekretär und Einlaufstelle)
- Exceptores et ceteros officiales (Schreiber und andere Beamte)[7]

## Truppen
Die Truppenliste (distributio) des Dux wurde nur in der Notitia Dignitatum überliefert. Sie gibt wahrscheinlich den Sollstand um die Jahre 394–396 wider und nennt für die Dacia Ripensis
- neun Reiter-cunei,
- zwei Legionen,
- zwei Cohortes,
- sechs Auxilia- und
- eine Milites-Einheit, sowie
- zwei Flottenverbände.

Theodor Mommsen und Robert Grosse waren der Meinung, dass die Cunei equites rein aus Barbarensöldnern bestanden. Andreas Alföldi mutmaßte hingegen, dass sie aus den Restmannschaften mittelkaiserzeitlicher Alae und Cohortes hervorgegangen waren. In der Notitia werden für den Amtssprengel des Dux 23 Militärstützpunkte genannt. In den alten, noch aus der mittleren Kaiserzeit stammenden Lagern standen zwei manchmal auch drei Einheiten. In der Notitia werden für den Ostsektor vor allem Cunei- und Auxiliareinheiten angegeben. Der Westsektor wurde vorwiegend mit Legionsabteilungen gesichert. Die Limitanei wurden meist in ihren Heimatprovinzen ausgehoben. Dies galt wohl auch für die Grenzwächter der Dacia ripensis. Die Einheiten der Dacisci, Marianensi und Crispitiensi dürften aus – unmittelbar bei den Kastellen lebenden – Romanen rekrutiert worden sein. Von den beiden, ursprünglich in Dakien stehenden, Legionen wurden offensichtlich nur sehr wenige ihrer Soldaten in andere Provinzen verlegt. Die Legio XIII Gemina hatte drei Abteilungen in der Dacia Ripensis stehen, die im westlichen Teil des Limesabschnittes, zwischen Aegeta und Ratiaria, lagen. Die Legio V Macedonica war in vier Abteilungen aufgespalten worden. Sie standen zwischen Cebrus und Oescus, jeweils befehligt von einem Praefectus legionis, was darauf hindeutet, dass sie administrativ schon selbständige Formationen waren. Jede dieser Abteilungen bestand wohl aus 300–500 Mann. Die Armee des Dux dürfte schätzungsweise 19.500 Soldaten gezählt haben.
Ihre Kastelle werden in keiner bestimmten Ordnung, sondern nach den Truppenkategorien aufgezählt. Für die Dacia Ripensis fehlen die kleinen, als contra bezeichneten Befestigungen, die gegenüber den Grenzstädten oder Kastellen am Nordufer der Donau lagen. Mindestens fünf der Stützpunkte waren kleinere Quadriburgi.
Für die Provinz Dacia Ripensis ist in Ratiaria auch eine Waffenproduktionsstätte (fabrica) belegt.

## Distributio Numerorum
Die Notitia Dignitatum beinhaltet noch die alten Offiziersränge und Organisationsstrukturen aus der ersten Tetrarchie, die offensichtlich bis zum Zusammenbruch des Westreichs gültig blieben. In der Auflistung der dem Dux unterstellten Einheiten werden folgende Offiziersränge als deren Kommandeure genannt:
- Praefectus: Dieser Rang (= „mit der Verantwortung betraut“) bezeichnete in der spätrömischen Armee sowohl einen Kommandeur einer Kavallerie- oder Flotteneinheit (praefectus classis) als auch einer Infanteriekohorte. In der Kaiserzeit wurden dieser Rang den Kommandeuren der Hilfstruppenkohorten verliehen, die Offiziere der Kavallerieeinheiten bezeichnete man als praefecti equitum. In der mittleren Kaiserzeit befehligte ein Praefectus Kavallerieeinheiten verschiedener Stärke, ala quingenaria (500 Mann) und ala miliaria (1000 Mann). Letzteres kam eher selten vor. In diesem Fall stand ihr Präfekt rangmäßig über den anderen Hilfstruppenkommandanten. Er wurde meist von Angehörigen des Ritterstandes bekleidet, die zur römischen Oberschicht zählten und über den notwendigen Reichtum und Status verfügten, um größere Truppenkontingente zu befehligen. Während der chaotischen Zustände in der Mitte des 3. Jahrhunderts wurden die Aristokraten aus militärischen Positionen entfernt. Anstelle der senatorischen Legati wurden die Legionen nun von einem praepositus agentes vice legati oder praefectus legionis kommandiert, in die nun auch Männer aus den unteren Gesellschaftsschichten befördert werden konnten. Der militärische Rang wurde im späten 4. Jahrhundert n. Chr. abgeschafft, als die römische Armee noch einmal umorganisiert wurde. Praefecti dienten dann u. a. als Generalquartiermeister am Hof des Kaisers. Unter Konstantin I. dem Großen (312–337) wurden auch die vier Prätorianerpräfekten ihrer militärischen Funktionen enthoben, aber sie behielten ihre Justiz- und Finanzzuständigkeiten und zählten zu den höchsten Amtsträgern der Reichsverwaltung.

- Tribunus: Dieser Rang kommt ab der zweiten Hälfte des 4. Jahrhunderts wieder in Gebrauch und bezeichnet meist die Kommandeure der damals schon stark verkleinerten Legionen des spätrömischen Feld- oder Bewegungsheeres.[10] Auch der Kohortenpräfekt bei den Hilfs- und Grenztruppen wurde in der Spätantike vom tribunus abgelöst.[11] Er füllte somit die Funktion eines höheren Truppenoffiziers aus. Tribunen der spätrömischen Armee befehligten eine eigene Einheit oder Untereinheit (Legion, Kohorte, Vexillation oder Numerus). Dabei konnten sie eigenständig oder in einem größeren Heeresverband operieren. Im späten 4. und 5. Jahrhundert war er der gebräuchlichste höhere Offiziersrang und wurde variabel für jeden Kommandanten unterhalb der höchsten Führungsebene verwendet, teilweise auch zusätzlich zu der Bezeichnung praepositus. Als Tribunus vacans („überzähliger Tribun“) konnten Militärtribunen auch ohne eigenes Truppenkommando an einer Schlacht teilnehmen und waren eventuell für Sonderaufgaben eingeteilt. Auch in der römischen Flotte, in der kaiserlichen Leibwache und der kaiserlichen Verwaltung war dieser Rang gebräuchlich. Außerdem wurde er auch an gentiles verliehen, lokale (nichtrömische) Adelige oder Notabeln, die als Anführer verbündeter Volksgruppen (foederati) die Reichsgrenzen sicherten.[11]

Laut der ND Orientum standen dem Dux folgende Einheiten zur Verfügung:
| Offiziere/Einheit/Kastelle                                        | Bemerkung | Abbildung |
| ----------------------------------------------------------------- | --- | --------- |
| Kavallerie                                                        | Limitanei – Cunei equitum |           |
| Cuneus equitum Dalmatarum Fortensium, Bononia                     | In der Notitia werden fünf Formationen dalmatinischer Reiter angeführt. Wie bei allen Limitanei-Einheiten wurde das Schildmuster nicht überliefert. Es scheint, als hätte diese Einheit auch einen epigraphischen Beweis hinterlassen: Auf einem Grabstein aus Mediolanum (Mailand, Italien) wird der Verstorbene als Angehöriger eines Numer(o) Dalmat(arum) Fort(ensium) bezeichnet. Die Einheit wurde wahrscheinlich nach der Niederlage des Maxentius gegen Konstantin I. an der Milvischen Brücke nach Castellum Bononia (Vidin, BG) an die untere Donau abkommandiert. Der Namensbestandteil „Fortensium“ kommt relativ oft bei den in der Notitia aufgeführten Einheiten vor. Er bedeutet „stark, mutig, standhaft“. Ein weiterer Cuneus equitum Fortensium stand in der Armee des Dux Valeriae ripensis (Westreich). |           |
| Cuneus equitum Dalmatarum Divitensium, Dortico                    | Während die beiden Einträge in der Notitia zwei getrennte Einheiten suggerieren, handelt es sich dabei fast immer um Vexillationen derselben Einheit. Die o.a. Abteilung war lat. ND in Dortico (oder Dorticum, heute Vrâv, BG) stationiert. Das dazugehörige Kastell stand vermutlich an der Mündung des Flusses Timoc, am rechten Ufer; Flurname „Racoviţa“. Wo die zweite Vexillation stationiert war, verschweigt die Notitia oder die Seite ging verloren. Vermutlich stand sie in Drobeta (Turnu Severin, RO). Ihr Schildzeichen wurde in der Notitia nicht erfasst. Ein Grabstein aus Serdica (Sofia, BG) nennt den Verstorbenen Flavius Felix, einen Signifer des N(umerus) DIVIT(ensum). Der Stein zeigt einen Soldaten, der einen Rundschild trägt. Das Relief war allerdings bei seiner Auffindung schon stark abgenutzt und verdeckt das Schildzeichen. Ein relativ tiefer bogenförmiger Einschnitt blieb jedoch erhalten; vermutlich stellt es einen Draco dar. Divitensium bezieht sich auf Divitia (auch Castellum Divitia oder Castrum Divitensium, heute der Stadtteil Köln-Deutz), das 310 unter Konstantin I. als Brückenkopfbefestigung gegenüber der Colonia Claudia Ara Agrippinensium (Köln D) erbaut wurde. Drei weitere Inschriften erwähnen, dass die Einheit vor der Verlegung an die Donau in Augusta Taurinorum (Turin, I) lag. Die Einheit war wahrscheinlich Teil der Armee des Maxentius, bevor Konstantin sie zuerst nach Nordgallien und dann in die Dacia ripensis verlegte. |           |
| Cuneus equitum scutariorum, Cebro                                 | Eine Reiterformation „Schildträger“ im Kastell Cebrus beim heutigen Ort Gornji Cibăr (BG). |           |
| Cuneus equitum Dalmatarum Divitensium, Drobeta                    | Diese dalmatinische Reitereinheit sicherte hier zusammen mit den Auxiliares primorum Daciscorum einen Donauübergang beim heutigen Turnu Severin (RO). Die Truppe wurde vermutlich im 4. Jahrhundert, zur Zeit Kaiser Konstantins I. hierher verlegt. |           |
| Cuneus equitum Dalmatarum, Augustae                               | Eine Formation dalmatinischer Reiter in einem Kastell beim heutigen Ort Hărletz (BG). Ein wiederaufgebautes mittelkaiserzeitliches Kohortenlager; 2 km von der Mündung des Flusses Ogosta entfernt. Das Lager wurde im 4. Jahrhundert von den Goten zerstört. |           |
| Cuneus equitum Dalmatarum, Varina                                 | Eine im Kastell von Selanovci (BG) stationierte Reitereinheit. Der Standort der Festung wird bei Leskovăţ, östlich von Orjahovo vermutet. In der Ortschaft Mokreš, wurden zwei für das Ende des 3. Jahrhunderts datierbare Inschriften gefunden, die Soldaten eines Numerus dalmatarum erwähnen. |           |
| Cuneus equitum stablesianorum, Almo                               | Eine Reitereinheit der Provinzgarde, stationiert in einem Kastell im heutigen Lom (BG). Weitere Abteilungen dieser Einheit finden sich in der Liste des - Dux Pannoniae Primae et Norici Ripensis (Westreich), - Dux Valeriae ripensis (Westreich), - Dux Mosesiae secundae und des - Dux Scythiae. |           |
| Cuneus equitum scutariorum, Aegetae                               | Eine Reitereinheit von Schildträgern im Quadriburgium von Brza Palanka (SRB). Die Einheit teilte sich die Festung mit der Legio XIII Gemina und der Classis Histrica. Am linken Ufer des Crkvenibaches stand eine Festung desselben Typs. |           |
| Cuneus equitum Constantinianorum, Uto                             | Eine in Utus (Milkovica/Gaurisko gradište, BG) stationierte Reitereinheit. |           |
| Infanterie                                                        | Limitanei – Auxiliares limitanea |           |
| Auxilium Miliarensium, Transalba                                  | |           |
| Auxilium primorum Daciscorum, Drobeta                             | Die Einheit war hier zusammen mit dem Cuneus equitum Divitensium stationiert. |           |
| Auxilium Crispitiense, Crispitia                                  | Man nahm an, dass diese Einheit nach Crispus, dem – 326 hingerichteten – Sohn von Konstantin I. benannt wurde. Laut A.H.M. Jones trifft das für die Equites Crispianorum unter dem Dux Britanniarum (Westreich) zu. Aber die Truppe der Dacia ripensis dürfte nach dem Ort benannt sein, an dem sie lt. Notitia stationiert war. |           |
| Auxilium Mariensium, Oesco                                        | Eine Einheit der Hilfstruppen im Kastell von Oescus (Gigen, BG). |           |
| Auxilium Claustrinorum, Transluco                                 | |           |
| Auxilium secundorum Daciscorum, Burgo Zono                        | |           |
|                                                                   | Limitanei – Milites |           |
| Praefectus militum exploratorum, Transdiernis                     | Eine Aufklärungseinheit, die gegenüber von Dierna (RU) in einem Quadriburgium, am rechten Ufer des Tekijabaches, in der Nähe seiner Einmündung in die Donau; auf einem Vorgebirge beim heutigen Tekija (SRB) stationiert war. |           |
|                                                                   | Limitanei Legiones – limitaneae |           |
| Praefectus legionis quintae Macedonicae, Variniana                | Diese Einheit stammte eindeutig von der Legio V Macedonica ab, die ihr Stammlager in Oescus (Gigen, BG) hatte. Eine ihrer Kohorten stand auch im 4. Jahrhundert immer noch dort. Weitere Vexillationen dieser Legion befanden sich in den Armeen des - Magister militum per Orientem und des - Comes limitis Aegypti. |           |
| Praefectus legionis quintae Macedonicae, Cebro                    | Eine Vexillation der Legio V Macedonica. |           |
| Praefectus legionis quintae Macedonicae, Oesco                    | Eine Vexillation der Legio V Macedonica, stationiert im Lager von Oescus (Gigen BG). |           |
| Praefectus legionis tertiaedecimae geminae, Aegeta                | Eine Vexillation der Legio XIII Gemina, die zusammen mit einer Einheit Marinesoldaten in Aegeta (Brza Palanka, SRB) stationiert war. In der Herrschaftsperiode des Diokletian wurde die Legion auf mehrere Stützpunkte aufgeteilt. Hierzu gibt es auch eine epigraphische Quelle, ein Ziegelstempel, der im Lager von Drobeda gefunden wurde. |           |
| Praefectus legionis tertiaedecimae geminae, Transdrobeta (Pontes) | Eine Vexillation der Legio XIII Gemina, die in einem Brückenkopfkastell gegenüber von Drobeda (Turnu Severin, RO) lag. Das Lager wurde zum Schutz des südlichen Kopfes der Trajansbrücke errichtet. |           |
| Praefectus legionis tertiaedecimae geminae, Burgo Novo            | |           |
| Praefectus legionis tertiaedecimae geminae, Zernis                | |           |
| Praefectus legionis tertiaedecimae geminae, Ratiaria              | Eine Abteilung der Legio XIII Gemina, die in Ratiaria (Artschar, BG) stationiert wurde, nachdem sich die Römer unter Aurelian aus Dacia zurückgezogen hatten. Weitere Abteilungen dieser Legion befanden sich in den Armeen des - Magister militum per Thracias und des - Comes limitis Aegypti. |           |
| Praefectus legionis quintae Macedonicae, Sucidava                 | Eine Vexillation der Legio V Macedonica, stationiert im Kastell von Sucidava oder Celei (Corabia, RO). Hier stand eine der längsten Brücken der Antike (2400 Meter). Ein Ziegel aus Sucidava mit der Darstellung von zwei oder drei Pferden ist ein weiterer Beweis für die Anwesenheit berittener Einheiten an der Grenze der Dacia Ripensis. |           |
|                                                                   | Limitanei – Cohortes |           |
| Tribunus cohortis secundorum reducum, Siosta                      | Eine Inschrift, die sich auf einen Praepositus dieser Einheit bezieht, konnte in Sostra (Lomec, BG) gefunden werden. Sie scheint darauf hinzudeuten, dass damit das in der Notitia verzeichnete Siosta gemeint ist. |           |
| Tribunus cohortis novae Sosticae...                               | |           |
|                                                                   | Classes |           |
| Praefectus classis Histricae, Aegetae                             | Eine Einheit Marinesoldaten die zusammen mit einer Vexillation der Legio XIII Gemina im Quadriburgium Aegeta (Brza Palanka, SRB) stationiert war. Für die Sicherung der mittleren und unteren Donau waren ursprünglich zwei Provinzflotten zuständig: die Classis Pannonica und die Classis Moesica. Obwohl man annehmen könnte, dass sich ihr Operationsgebiet jeweils auf die alten Großprovinzen Pannonien und Mösien beschränkte, war dies nicht immer der Fall. So sind für die Verbände der Classis Pannonica und der Classis Moesica die Zugehörigkeit zum Heer der Pannonia inferior bzw. der Moesia inferior durch einige Militärdiplome belegt. Aus den beiden Flotten ging in der Spätantike vermutlich die Classis Histricae („Donauflotte“) hervor. |           |
| Praefectus classis Ratianensis                                    | Diese Einheit Marinesoldaten war in der Provinzhauptstadt Ratiaria stationiert. Sie war vermutlich eine Abteilung der Classis Histricae. |           |